# Yukinori Shigeta
Yukinori Shigeta (重田 征紀 Shigeta Yukinori?, nacido el 15 de julio de 1976 en Kanagawa) es un exfutbolista japonés. Jugaba de defensa y su último club fue el Yokohama FC de Japón.

## Trayectoria

### Clubes
| Club           | País  | Año         |
| -------------- | ----- | ----------- |
| Verdy Kawasaki | Japón | 1995 - 1998 |
| Yokohama FC    | Japón | 1999 - 2005 |

## Palmarés

### Títulos nacionales
| Título             | Club           | País  | Año  |
| ------------------ | -------------- | ----- | ---- |
| Copa del Emperador | Verdy Kawasaki | Japón | 1996 |